# Агудонг, Сиена
Сиена Николь Агудонг (англ. Siena Nicole Agudong; род. 19 августа 2004) — американская актриса.

## Биография
Родилась на острове Кауаи в семье Карен и Кеннета Агудонг. Она утверждает, что имеет «европейское, филиппинское, полинезийское» происхождение.
Посещала начальную школу короля Каумуальи и школу острова. Затем она переключилась на онлайн-школу для своей актёрской карьеры. Объясняет своё решение заняться актёрским мастерством вдохновением, которое она получила от своей старшей сестры Сидни.
Начала сниматься в 7 лет в местных постановках, её первая роль была в мюзикле «Вилли Вонка» в детском театре Гавайев. Она выступала каждую среду на курорте Kaua’i Beach Resort. Помимо этого, она работала в закусочной. В интервью говорила, что её будущий менеджер Сьюзи Мэйнс приехала на Кауаи, чтобы провести мастер-класс по актёрскому мастерству, когда Сиене было около 7 лет. После этого Сиена позвонила ей и спросила, с чего начать карьеру актрисы. С. Мэйнс пригласила её встретиться в Лос-Анджелесе. Семья Агудонг отправила Сиену туда. В течение недели, во время которой она вылетела в Лос-Анджелес, с ней стало работать агентство по работе с талантами из Лос-Анджелеса AEFH Talent, а несколько месяцев спустя она получила повторяющуюся роль в телесериале «Женщины-убийцы».
Агудонг играла повторяющуюся роль Нэтли в сериале «Никки, Рикки, Дикки и Дон», а также она получила гостевые роли в сериалах «Учителя» и «Максимум Сидни».
Весной 2017 года выиграла номинацию и была удостоена награды «Лучшая приглашённая молодая актриса до 12 лет».
В 2018 году сыграла главную роль Рейган Уиллс в фильме «Алекс и я». Самым сложным для Сиены Агудонг во время съёмок фильма «Алекс и я» было изучение футбольных трюков и отжиманий, но она справилась с этим. Помимо этого, в 2018 году Агудонг получила главную роль Софии Миллер в сериале Nickelodeon «Звездопад».
Главная роль досталась Агудонг и в сериале «Ник вам покажет» (там она играет молодую аферистку). В интервью Агудонг говорила, что работать над этим проектом «было очень весело из-за разнообразия эмоций, присутствующих в сериале. Это не только заставляет вас смеяться, но в этом также есть некоторая драма и загадка». Часть первого сезона сериала была снята перед живой аудиторией в студии. Агудонг говорила про свои впечатления от участия в этих съёмках следующее: «Съёмки перед живой аудиторией были одновременно волнующими и нервными». Она также говорила, что это было забавно.
В 2020 году снималась в фильме «Перевёрнутая магия», где получила главную роль Рейны Карвахал.
В 2022 году получила главную роль в телесериале «Обитель зла» (она играет дочь Альберта Вескера Билли). В интервью говорила, что именно эмоциональная глубина привлекла её в её роли. Агудонг говорит, что она часто нервничала, изображая некоторые важные эмоциональные моменты Билли, особенно её тревогу. Во время съёмок ей помогал американский актёр Лэнс Реддик, он давал ей нужные советы.
В статье из журнала «GRAZIA» отмечено участие Агудонг в работе организации Coral Gardeners, занимающейся сохранением океанов.

## Фильмография
| Год       |    | Русское название          | Оригинальное название      | Роль              |
| --------- | -- | ------------------------- | -------------------------- | ----------------- |
| 2013      | ф  | Второй шанс               | Second Chances             | Минди             |
| 2014      | с  | Женщины-убийцы            | Killer Women               | Лулу Паркер       |
| 2015—2018 | с  | Никки, Рикки, Дикки и Дон | Nicky, Ricky, Dicky & Dawn | Натли             |
| 2016—2019 | с  | Училки                    | Teachers                   | Тиффани           |
| 2018      | ф  | Алекс и я                 | Alex & Me                  | Рейган Уиллс      |
| 2018      | с  | Старфолс                  | Star Falls                 | София Миллер      |
| 2019      | с  | От Сидни к Максу          | Sydney to the Max          | Бриттани          |
| 2019      | с  | Ник вам покажет           | No Good Nick               | Ник               |
| 2020      | тф | Совсем другая магия       | Upside-Down Magic          | Рейна Карвахал    |
| 2020      | с  | Гавайи 5.0                | Hawaii Five-0              | Оливия            |
| 2020      | с  | Дом Рэйвен                | Raven’s Home               | Микка             |
| 2021      | ф  | Форсаж 9                  | F9                         | юная Миа          |
| 2021      | ф  | Впусти нас                | Let Us In                  | Скарлетт          |
| 2022      | с  | Обитель зла               | Resident Evil              | юная Билли Вескер |
| 2024      | ф  | Сеанс в 16:30             | The 4:30 Movie             | Мелоди Барнегат   |
| 2024      | ф  | Плохой парень и я         | Sidelined: The QB and Me   | Даллас            |
| 2026      | с  | Кэрри                     | Carrie                     | Сью Снелл         |